# Читинский район
Чити́нский райо́н — административно-территориальная единица (район) и муниципальное образование (муниципальный район) в Забайкальском крае Российской Федерации.
Административный центр — город Чита (входит в состав административного района, в состав муниципального района не входит, образуя самостоятельный городской округ город Чита).

## География
Район расположен на западе Забайкальского края, граничит на западе с Улётовским и Хилокским районами, на юге — с Дульдургинским районом, на востоке — с Карымским, на севере — с Республикой Бурятия. Территория района — 15 707,5 км². В состав района входят 3 посёлка городского типа и 54 сельских населённых пункта. Административный центр района — город Чита (одновременно является самостоятельным муниципальным образованием).
Климат в районе резко континентальный. Район покрыт, в основном, лиственничной тайгой, территория Арахлейской котловины занята лесостепью. Из рек основная — река Ингода с притоками Кручина, Оленгуй, Чита. К западу от города Читы через Яблоновый хребет расположена система Ивано-Арахлейских озёр.
Минерально-сырьевая база в районе представлена такими полезными ископаемыми, как уголь, железо, золото, минеральное сырье, подземные пресные и минеральные воды (Кукинское и Маккавеевское минеральные месторождения), лесным фондом, площадь которого составляет 1,2 млн га.

## История
Район был создан в 1937 году. В 1937—1977 годах действовали Советы депутатов трудящихся, в 1977—1993 Советы народных депутатов. Эти советы являлись местными органами государственной власти. Местное самоуправление возникло с 1996 года. С 1993 по 1996 годы существовал Совет глав администраций, администрация Читинского района.

## Население
| 2002    | 2007    | 2009    | 2010    | 2011    | 2012    | 2013    | 2014    | 2015    |
| ------- | ------- | ------- | ------- | ------- | ------- | ------- | ------- | ------- |
| 62 221  | ↘60 500 | ↗60 716 | ↗64 642 | ↗64 914 | ↗65 108 | ↗65 134 | ↗65 237 | ↗65 860 |
| 2016    | 2017    | 2018    | 2019    | 2020    | 2021    |         |         |         |
| ↘65 723 | ↘65 227 | ↘64 922 | ↗65 678 | ↗65 954 | ↗71 451 |         |         |         |

### Урбанизация
В городских условиях (пгт Атамановка и Новокручининский) проживают 27,89 % населения муниципального района (без учёта города Читы).

### Национальный состав
2010 год:
Русские — 59 629 чел. (92,24 %)
Буряты — 2 398 чел. (3,7 %)
Остальные — 2 615 чел. (4,04 %)
Всего 64 642 чел.
2021 год:
Русские — 63 700 чел. (93,96 %)
Буряты — 2 693 чел. (3,97 %)
Остальные — 1 386 чел. (2,04 %)
Всего — 67 789 чел.

## Муниципально-территориальное устройство
Муниципальный район включает 23 муниципальных образования, в том числе 2 городских поселения и 21 сельское поселение:
| №        | Муниципальное образование | Административный центр     | Количество населённых пунктов | Население (чел.) | Площадь (км²) |
| -------- | ------------------------- | -------------------------- | ----------------------------- | ---------------- | ------------- |
| 1e-06    | Городские поселения       |                            |                               |                  |               |
| 1        | Атамановское              | пгт Атамановка             | 2                             | ↗11 026          | 230,43        |
| 2        | Новокручининское          | пгт Новокручининский       | 1                             | ↘8917            | 145,44        |
| 2.000002 | Сельские поселения        |                            |                               |                  |               |
| 3        | Александровское           | село Александровка         | 1                             | ↗1060            | 336,77        |
| 4        | Арахлейское               | село Арахлей               | 4                             | ↗1051            | 1026,60       |
| 5        | Беклемишевское            | село Беклемишево           | 3                             | ↗1719            | 1046,00       |
| 6        | Верх-Читинское            | село Верх-Чита             | 4                             | ↘1853            | 732,47        |
| 7        | Домнинское                | село Домна                 | 1                             | ↘6078            | 56,41         |
| 8        | Елизаветинское            | село Елизаветино           | 3                             | ↘859             | 1335,77       |
| 9        | Засопкинское              | село Засопка               | 1                             | ↗5504            | 169,95        |
| 10       | Ингодинское               | посёлок при станции Ингода | 2                             | ↗1325            | 164,20        |
| 11       | Колочнинское              | село Колочное 2-е          | 3                             | ↗1041            | 67,03         |
| 12       | Ленинское                 | посёлок Ленинский          | 1                             | ↘194             | 1,50          |
| 13       | Леснинское                | посёлок Лесной Городок     | 3                             | ↘1009            | 2,73          |
| 14       | Маккавеевское             | село Маккавеево            | 2                             | ↗5022            | 33,71         |
| 15       | Новокукинское             | село Новая Кука            | 5                             | ↗3366            | 241,65        |
| 16       | Новотроицкое              | село Новотроицк            | 3                             | ↗1371            | 1918,09       |
| 17       | Оленгуйское               | село Оленгуй               | 2                             | ↘373             | 1758,37       |
| 18       | Сивяковское               | село Сивяково              | 4                             | ↘1015            | 580,00        |
| 19       | Смоленское                | село Смоленка              | 4                             | ↗11 968          | 284,97        |
| 20       | Сохондинское              | село Сохондо               | 4                             | ↘1231            | 1151,16       |
| 21       | Угданское                 | село Угдан                 | 1                             | ↗2008            | 148,95        |
| 22       | Шишкинское                | село Шишкино               | 4                             | ↗2711            | 3751,71       |
| 23       | Яблоновское               | село Яблоново              | 2                             | ↘750             | 450,00        |

На территории Читинского района всего находятся 24 муниципальных образования. Помимо 23 поселений в составе муниципального района, отдельно от последнего также выделяется 1 городской округ (город Чита).
Законом Забайкальского края от 2 апреля 2019 года, городское поселение Яблоновское было преобразовано в сельское.

## Населённые пункты
В Читинском районе 61 населённый пункт, в муниципальном районе — 60 населённых пунктов (без учёта города Чита, образующего отдельный городской округ), в том числе 2 городских (2 посёлка городского типа) и 58 сельских (из них 9 посёлков (сельского типа), 4 посёлка при станции, 44 села и 1 населённый пункт без категории):
| №  | Населённый пункт       | Тип                 | Население       | Муниципальное образование |
| -- | ---------------------- | ------------------- | --------------- | ------------------------- |
| 1  | Чита                   | город               | ↘333 159 (2024) | ГО город Чита             |
| 2  | Авдей                  | село                | ↘135 (2021)     | Шишкинское                |
| 3  | Александровка          | село                | ↗1060 (2021)    | Александровское           |
| 4  | Амодово                | село                | ↗86 (2021)      | Сивяковское               |
| 5  | Арахлей                | село                | ↗363 (2021)     | Арахлейское               |
| 6  | Атамановка             | пгт                 | ↗11 014 (2021)  | Атамановское              |
| 7  | Беклемишево            | село                | ↘1037 (2021)    | Беклемишевское            |
| 8  | Береговой              | посёлок             | ↗351 (2021)     | Верх-Читинское            |
| 9  | Бургень                | село                | ↘630 (2021)     | Шишкинское                |
| 10 | Верх-Нарым             | село                | ↘318 (2021)     | Елизаветинское            |
| 11 | Верхняя Карповка       | село                | 0 (2021)        | Смоленское                |
| 12 | Верх-Чита              | село                | ↘1641 (2021)    | Верх-Читинское            |
| 13 | Гонгота                | посёлок при станции | ↘463 (2021)     | Сохондинское              |
| 14 | Дом Инвалидов          | посёлок             | ↗31 (2021)      | Маккавеевское             |
| 15 | Домна                  | село                | ↘6078 (2021)    | Домнинское                |
| 16 | Домно-Ключи            | село                | ↘252 (2021)     | Ингодинское               |
| 17 | Елизаветино            | село                | ↘731 (2021)     | Елизаветинское            |
| 18 | Ерёмино                | село                | ↘240 (2021)     | Сивяковское               |
| 19 | Жипковщина             | село                | ↘557 (2021)     | Новокукинское             |
| 20 | Забайкальский          | посёлок             | ↘240 (2021)     | Смоленское                |
| 21 | Заречное               | село                | 0 (2021)        | Новокукинское             |
| 22 | Засопка                | село                | ↗5504 (2021)    | Засопкинское              |
| 23 | Иван-Озеро             | село                | ↘95 (2021)      | Арахлейское               |
| 24 | Ильинка                | село                | ↘314 (2021)     | Новотроицкое              |
| 25 | Ингода                 | посёлок при станции | ↘944 (2021)     | Ингодинское               |
| 26 | Иргень                 | село                | ↘352 (2021)     | Беклемишевское            |
| 27 | Каменка                | посёлок             | ↘12 (2021)      | Атамановское              |
| 28 | Карповка               | село                | ↗636 (2021)     | Смоленское                |
| 29 | Колочное 1-е           | село                | ↘7 (2021)       | Колочнинское              |
| 30 | Колочное 2-е           | село                | ↘688 (2021)     | Колочнинское              |
| 31 | Кука                   | посёлок при станции | ↗140 (2021)     | Яблоновское               |
| 32 | Кука                   | село                | ↘259 (2021)     | Леснинское                |
| 33 | Ленинский              | посёлок             | ↘194 (2021)     | Ленинское                 |
| 34 | Лесная                 | посёлок при станции | ↘698 (2021)     | Новокукинское             |
| 35 | Лесной Городок         | посёлок             | ↘1097 (2021)    | Леснинское                |
| 36 | Лесоучасток Верх-Нарым | населённый пункт    | ↗45 (2021)      | Елизаветинское            |
| 37 | Маккавеево             | село                | ↗4991 (2021)    | Маккавеевское             |
| 38 | Мухор-Кондуй           | село                | ↘59 (2021)      | Верх-Читинское            |
| 39 | Новая Кука             | село                | ↘1513 (2021)    | Новокукинское             |
| 40 | Новое Сивяково         | село                | 5 (2021)        | Сивяковское               |
| 41 | Новокручининский       | пгт                 | ↘8917 (2021)    | Новокручининское          |
| 42 | Новотроицк             | село                | ↘679 (2021)     | Новотроицкое              |
| 43 | Оленгуй                | село                | ↘229 (2021)     | Оленгуйское               |
| 44 | Подволок               | село                | ↘196 (2021)     | Шишкинское                |
| 45 | Преображенка           | село                | ↘119 (2021)     | Арахлейское               |
| 46 | Ручейки                | посёлок             | ↗45 (2021)      | Верх-Читинское            |
| 47 | Сивяково               | село                | ↗684 (2021)     | Сивяковское               |
| 48 | Смоленка               | село                | ↗10 429 (2021)  | Смоленское                |
| 49 | Сохондо                | село                | ↘960 (2021)     | Сохондинское              |
| 50 | Старая Кука            | село                | ↘284 (2021)     | Новокукинское             |
| 51 | Сыпчегур               | село                | ↘156 (2021)     | Оленгуйское               |
| 52 | Танха                  | село                | ↘299 (2021)     | Новотроицкое              |
| 53 | Тасей                  | село                | ↘81 (2021)      | Арахлейское               |
| 54 | Тургутуй               | село                | ↘15 (2021)      | Сохондинское              |
| 55 | Угдан                  | село                | ↗2008 (2021)    | Угданское                 |
| 56 | Хвойный                | посёлок             | ↘27 (2021)      | Леснинское                |
| 57 | Черново                | село                | ↘272 (2021)     | Колочнинское              |
| 58 | Шакша                  | село                | ↘234 (2021)     | Беклемишевское            |
| 59 | Шишкино                | село                | ↘1578 (2021)    | Шишкинское                |
| 60 | Яблоново               | село                | ↘661 (2021)     | Яблоновское               |
| 61 | Ягодный                | посёлок             | ↘164 (2021)     | Сохондинское              |

Законом Забайкальского края от 25 декабря 2013 года было принято решение на территории района образовать новые сёла: Заречное (путём выделения из села Жипковщина), Новое Сивяково (путём выделения из села Сивяково), Профилакторий Карповка (путём выделения из села Карповка). На федеральном уровне им были присвоены соответствующие наименования Распоряжениями Правительства России: от 13 мая 2015 года № 860-Р — сёлам Заречное и Новое Сивяково, от 11 октября 2018 года № 2186-р — селу Верхняя Карповка (вместо наименования Профилакторий Карповка). В 2019 году населённому пункту Яблоново была изменена категория с посёлка городского типа на село.

## Местное самоуправление
Главы района (с 1937 года)
| Ф. И. О. | Время занятия должности |
| --- | ----------------------- |
| Красильников Александр Иванович                                                                                        | 1937—1943               |
| Лапшаков Кирик Николаевич                                                                                              | 1943—1946               |
| Измайлов Степан Иванович, Истомин (имя, отчество не известно), Анисимов Павел Анисимович, Фоворский Серафим Дмитриевич | 1947—1961               |
| Артеменко Михаил Игнатьевич                                                                                            | 1962—1981               |
| Молоков Владимир Федорович                                                                                             | 1981—1983               |
| Трофимов Сергей Борисович                                                                                              | 1991—1996               |
| Простатин Григорий Михайлович                                                                                          | 1996—2003               |
| Жеребцов Олег Владиимрович                                                                                             | 2004—2005               |
| Бутрий Владимир Петрович                                                                                               | 2005—2008               |
| Назаров Андрей Петрович                                                                                                | 2008—2009               |
| Просяник Андрей Григорьевич                                                                                            | 2009 — октябрь 2013     |
| Селезнев Николай Александрович                                                                                         | с октября 2013          |

## Экономика
Промышленность района представлена как крупными предприятиями, так и предприятиями малого и среднего бизнеса. В районе расположены ОАО «103 БТРЗ», Маккавеевский и Атамановский пищекомбинаты, деревоперерабатывающие предприятия, комбинат «Луч Росрезерва», ЗАО «Читинское зверохозяйство», ООО «Западное», ЗАО «Курорт Кука», НУЗ Дорожный Центр восстановительной медицины «Карповка» ОАО «РЖД», а также 31 цех по производству продуктов питания. Основная деятельность этих предприятий — выполнение оборонного заказа, производство пищевых продуктов, лесозаготовка, техническое обслуживание, автозаправочные станции, общественное питание, торговля, производство стройматериалов, бытовое обслуживание населения.
В районе действует 13 сельскохозяйственных организаций всех форм собственности, в частности крупное предприятие «Беклемишевское», производственный кооператив «Бургенский», «Читинская Птицефабрика», 170 крестьянско-фермерских хозяйств, 13 248 личных подсобных хозяйств, являющихся основными производителями в крае молока, яйца и мяса. Основные перевозки осуществляются преимущественно по железной дороге и сети автодорог федерального и местного значения.

## Образование и культура
На 2012 в Читинском районе функционируют 37 дневных общеобразовательных учреждений, 31 библиотека, 34 клуба, 11 учреждений здравоохранения, в том числе центральная районная больница, 7 больниц, 2 поликлиники, 2 врачебные амбулатории и 33 фельдшерско-акушерских пункта.